# 刺锡鳞虫
刺锡鳞虫（学名：Sigalion spinosa）为锡鳞虫科锡鳞虫属的动物。分布于美国、墨西哥，包括黄海、东海、台湾海峡等海域。